# Kriwa bara (obwód Wraca)
Kriwa bara (bułg. Крива бара) – wieś w Bułgarii, w obwodzie Wraca, w gminie Kozłoduj. Według danych szacunkowych Ujednoliconego Systemu Ewidencji Ludności oraz Usług Administracyjnych dla Ludności, 15 września 2023 roku miejscowość liczyła 399 mieszkańców.